# Mawdûd ibn Altûntâsh
Mawdûd ibn Altûntâsh ou Sharaf al-Dawla Mawdûd ou encore Mawdûd ibn at-Tountikine est un atabeg de Mossoul de 1109 à 1113, qui organisa plusieurs expéditions importantes contre les croisés, mais sans succès.

## Biographie
C’est un officier du grand Seldjoukide Muhammad Ier que son maître charge de prendre Mossoul, alors aux mains de l’atabeg Jawali qui tentait de se rendre indépendant. Le gouvernement tyrannique de Jawali avait également mécontenté la population de la ville. Un vendredi du mois d'août 1109, profitant que tout le monde se trouvait à la mosquée, quelques maçons s’emparent de deux tours et ouvrent les portes aux troupes de Mawdûd, qui devient ainsi atabeg de la ville pendant que Jawali s’enfuit.
Puis Muhammad Ier le charge d'organiser plusieurs campagnes contre les croisés, au nom du jihad. La première se déroule au printemps de l'année 1110. Rejoint par les troupes d'Il Ghazi ibn Ortoq, émir de Mardin et celles de Soqmân al Qutbî, émir de Khilât et de Maiyâfâriqîn, il marche sur Édesse et l'assiège en avril 1110. Le roi Baudouin Ier de Jérusalem, prévenu, vient à la tête d'une armée pour secourir la ville et oblige Mawdûd à lever le siège en juin. Dans sa retraite, l'émir de Mossoul tente d'attirer l'armée franque dans un piège mais Baudouin, prudent, renonce à poursuivre l'armée turque. 
En 1111, des émissaires byzantins viennent proposer une alliance au sultan seldjoukide et au calife, et, à la suite d'une émeute où les musulmans reprochent à leurs dirigeants leur inertie face aux Francs, Muhammad Ier demande à Mawdûd d'organiser une nouvelle contre-croisade. Il rassemble de nouveau une importante armée et envahit le comté d'Édesse. La capitale est parfaitement ravitaillée et ses murailles suffisamment renforcées, et Mawdûd préfère renoncer à prendre la ville et assiéger le 28 juillet la citadelle de Turbessel, tenue par Josselin de Courtenay. Mais des mauvaises nouvelles obligent Mawdûd à lever le siège : Ridwan, sultan d'Alep, l'appelle au secours, expliquant que Tancrède de Hauteville est sur le point de prendre Alep, Ahmed Beg, émir de Marâgha et allié de Josselin, arrive à la tête d'une armée de secours, et Tughtekin, émir de Damas, préfère rester à l'écart. Quand Mawdûd arrive à Alep, c'est pour constater que le danger qui menace Alep n'est pas si imminent que cela, et pour constater que Ridwan lui refuse l'entrée de la ville. En effet, les dirigeants respectifs d'Alep et de Damas craignent plus Mawdûd, dont ils redoutent un asservissement que les Francs, et ont agi ainsi pour obliger l'abandon du siège de Turbessel, et gagner du temps en attendant l'arrivée d'une armée franque conduite par Baudouin Ier,.
En avril 1112, il tente une nouvelle campagne contre le comté d'Édesse, mais après avoir tenté vainement de prendre Turbessel, une partie de son armée est décimée par Josselin de Courtenay le 15 juin. Avec des complicités parmi la population arménienne d'Édesse, il tente de se faire livrer la ville, mais Baudouin II, comte d'Édesse, et Josselin découvrent le complot et massacrent les conjurés.
En 1113, Tughtekin, émir de Damas, victimes de raids francs qui dévastent son émirat et luttant contre le royaume de Jérusalem pour la possession de Tyr, fait appel à Mawdûd, qui en profite pour relancer le jihad au mois de mai. La coalition ravage la Galilée et assiège Tibériade, sans réussir à la prendre. Il bat une première armée de secours conduite par Baudouin Ier le 28 juin, mais ce dernier reçoit des renforts qui empêchent Mawdûd et Tughtekin d'exploiter leur victoire, bloqués par les Francs et pouvant difficilement se ravitailler dans le pays qu'ils venaient de ravager. Finalement, ils sont contraints de rentrer à Damas le 30 août. Le 2 octobre 1113, Mawdûd, alors qu'il quitte la mosquée de Damas où il vient d'assister à la prière, est assassiné par un Ismaëlien. On ne sait pas qui est l'instigateur de l'assassinat : soit les Ismaëliens eux-mêmes qui avaient des griefs envers Mawdûd, soit Tughtekin, qui craignait la mainmise de Mawdud, comme représentant du sultan, sur Damas, et qui a été désigné par ses contemporains comme le coupable,.

### Sources
- René Grousset, Histoire des croisades et du royaume franc de Jérusalem - I. 1095-1130 L'anarchie musulmane, Paris, Perrin, 1934 (réimpr. 2006), 883 p.
- Amin Maalouf, Les Croisades vues par les Arabes, J’ai lu, 1983 (ISBN 978-2-290-11916-7)